# Sam Carlson
Sam Carlson –conocido como Sammy Carlson– (11 de enero de 1989) es un deportista estadounidense que compitió en esquí acrobático.
Ganó una medalla de plata en el Campeonato Mundial de Esquí Acrobático de 2011, en la prueba de slopestyle. Adicionalmente, consiguió cinco medallas en los X Games de Invierno.

## Medallero internacional
| Campeonato Mundial | Campeonato Mundial           | Campeonato Mundial | Campeonato Mundial |
| Año                | Lugar                        | Medalla            | Prueba             |
| ------------------ | ---------------------------- | ------------------ | ------------------ |
| 2011               | Deer Valley (Estados Unidos) | Medalla de plata   | Slopestyle         |

| X Games de Invierno | X Games de Invierno    | X Games de Invierno | X Games de Invierno |
| Año                 | Lugar                  | Medalla             | Prueba              |
| ------------------- | ---------------------- | ------------------- | ------------------- |
| 2007                | Aspen (Estados Unidos) | Medalla de plata    | Slopestyle          |
| 2009                | Aspen (Estados Unidos) | Medalla de plata    | Slopestyle          |
| 2010                | Aspen (Estados Unidos) | Medalla de bronce   | Slopestyle          |
| 2011                | Aspen (Estados Unidos) | Medalla de oro      | Slopestyle          |
| 2011                | Aspen (Estados Unidos) | Medalla de bronce   | Big air             |